# Manfred Gerlach
Manfred Gerlach (født 8. maj 1928 i Leipzig, død 17. oktober 2011) var en østtysk politiker, der var formand for Statsraat og dermed statsoverhoved i DDR fra 6. december 1989 til 5. april 1990. Gerlach repræsenterede Liberal-Demokratische Partei Deutschlands (LDPD) og var således landets første ikke-kommunistiske statsoverhoved.
Gerlach var under 2. verdenskrig aktiv i modstandsbevægelsen og dannede i 1943 en illegal antifascistisk ungdomsbevægelse, men blev arresteret i 1944. Han blev efter krigen politisk aktiv og var medstifter af LDPD og Freie Deutsche Jugend i Leipzig. Han var leder af LDPDs ungdomsorganisation i det nordvestlige Sachsen fra 1946 til 1950, og fra 1947 til 1952 sad han i LDPDs hovedbestyrelse i Sachsen. I 1950'erne var han overborgmester i Leipzig. Han var 1951-1953 næstformand for LDPD og fra 1954 til 1967 generalsekretær. På partikongressen i 1967 blev han valgt til partiets formand – en post han besad helt frem til 10. februar 1990. 
Han blev valgt til DDR's Volkskammer i 1949 og var medlem til 1990. LDPD var et af blokpartierne, og selv om Manfred Gerlach oprindeligt accepterede SED's dominans over de ikke-kommunistiske partier, begyndte han i 1970'erne at pleje kontakter med det vesttyske søsterparti, FDP. Erich Honecker forbød udgivelsen af en bog forfattet af Gerlach, hvilket førte til, at partiet redefinerede sin position i retning af klassisk liberalisme, uden at partiet dog på noget tidspunkt udfordrede SED’s forfatningsbestemte ledelse af DDR. Gerlachs støtte til øget liberalisering og pluralisme i DDR gjorde ham bemærkelsesværdigt populær, men grundet hans tøvende attitude under die Wende satte han meget af populariteten over styr. 
Gerlach var imidlertid den første betydningsfulde politiker i DDR, der for alvor satte spørgsmålstegn ved SED's politiske monopol i DDR. Det skete i en artikel i LDPDs avis, Der Morgen, 13. oktober 1989. Artiklen skabte fuore, men allerede efter få dage senere, 18. oktober, blev Erich Honecker afsat af sine egne. Manfred Gerlach blev efter Berlinmurens fald den første ikke-kommunistiske statschef i DDR. 
LDPD fusionerede med to andre liberale partier til Bund Freier Demokraten, der senere blev fusioneret med FDP. Gerlach meldte sig ud af FDP i 1993, og der har siden været beskyldninger fremme om, at han i sine yngre år var agent for den sovjetiske sikkerhedstjeneste NKVD. Politisk var han de senere år været nært knyttet til PDS, der videreførte DDR's SED, og han var aktiv i Berliner Alternatives Geschichtsforum, der promoverer et positivit syn på DDR's historie, og som kritikere beskylder for at medvirke til hvidvaske SED's de facto diktatur. 